# Soziale Interaktion
Soziale Interaktion bezeichnet Vorgänge gegenseitiger Beeinflussung, z. B. durch Kommunikation und soziale wechselseitige Austauschbeziehungen zwischen einzelnen Personen und sozialen Gruppen (sozialer Einfluss), sowie die dadurch entstehende Veränderung von zum Beispiel Verhaltensweisen und Einstellungen (Einstellungsänderung). U. a. verwenden Jürgen Habermas oder Niklas Luhmann synonym auch den Begriff Kommunikation. Gelegentlich wird berücksichtigt, dass Kommunikation ein asymmetrischer Prozess sein kann, bei dem Information von einem Sender auf einen Empfänger übertragen wird. Während Interaktion stets einen symmetrischen Prozess meint, in dem beide Seiten gegenseitig Informationen austauschen. Bei der Interaktion hat der Empfänger die Wahl, auf welchen Teil der Nachricht vom Sender er reagieren will und somit hohe Möglichkeiten hat, in welche Richtung die Konversation gesteuert werden soll. Es gibt vier verschiedene Formen der Interaktion: Pseudo-Interaktion, Asymmetrische Interaktion, Reaktive Interaktion, Interdependent-symmetrische Interaktion.

## Begriffsverwendung in der Soziologie
Der eigentliche Terminus, der später im amerikanischen als „interaction“ übersetzt wurde, stammt von Georg Simmel und lautete „Wechselwirkung“. Soziale Interaktion ist die aktive Wechselwirkung von wenigstens zwei Akteuren oder sozialen Institutionen wie etwa Organisationen, z. B. zum Zwecke der Abstimmung des Verhaltens der Beteiligten bzw. des konkreten Handelns der Kooperationspartner. Voraussetzung für die Anschlussfähigkeit einer Interaktion ist die wechselseitige kommunikative Bezugnahme der an der Interaktion Beteiligten. Diese Bezugnahme kann Handlungsgründe, Handlungsziele sowie Erwartungen des Gegenübers umfassen. Da solche Interpretation immer auch wechselseitig ist, ist soziale Interaktion zugleich auch Kommunikation.
Die Soziologie unterscheidet drei Ebenen des sozialen Lebens:
- Interaktion,
- Organisation und
- Gesellschaft.

Organisationen und Gesellschaften bestehen aus (strukturierten) unzähligen sozialen Interaktionen der beteiligten Menschen. In einigen soziologischen Theorien gilt die Interaktion als die Grundeinheit alles Sozialen.
Mit sozialer Interaktion haben sich verschiedene Theorien und Soziologen auseinandergesetzt. Sie weisen jeweils spezifische Aspekte aus.

### Georg Simmel
Zu den frühen interaktionistischen Ansätzen können die Arbeiten Georg Simmels gerechnet werden (z. B. Die Großstädte und das Geistesleben von 1903, oder Der Streit von 1908). Methodologisch basieren sie weder auf der Analyse der individuellen Handlungen noch der sozialen Großstrukturen oder Institutionen, sondern auf der der Wechselwirkungsformen und Eigendynamiken zwischen diesen Ebenen vor dem Hintergrund einer zunehmenden Individualisierung der Gesellschaft.

### Max Weber
Nach Max Weber ist soziales Handeln seinem von den Handelnden gemeinten Sinn nach immer auf das Verhalten Anderer bezogen. Von sozialer Interaktion kann man insofern sprechen, als Handeln in einer sozialen Beziehung erfolgt, d. h. ein fortlaufendes aufeinander eingestelltes und dadurch orientiertes „Sich-Verhalten“ mehrerer ist. Die soziale Interaktion wird durch den individuellen Sozialisationsprozess sowie die individuell unterschiedliche selektive Wahrnehmung bestimmt.

### Symbolischer Interaktionismus
Interaktion ist im symbolischen Interaktionismus ein permanenter Prozess des Handelns, Beobachtens und Entwerfens weiterer Handlungen, in dem ego und alter wechselseitig die vermuteten Rollenerwartungen des anderen übernehmen oder ablehnen, darauf reagieren und weiteres Handeln antizipieren. Wechselseitige Interpretationen definieren die Situation, bestimmen, worum es geht oder nicht gehen soll, und leiten das Handeln an. Nicht vorgegebene Normen ermöglichen die Interaktion, sondern die gemeinsame Festlegung, welchen Sinn die Interaktion hat. Voraussetzung für das Gelingen von Interaktion ist die Fähigkeit zur Perspektivenübernahme. Diese Auffassung von Interaktion vertritt gegen das normative Paradigma das interpretative Paradigma.

### George Herbert Mead
George Herbert Mead versteht unter einer sozialen Handlung nicht die Handlung eines Einzelnen. Die soziale Handlung ist auf ein soziales Objekt gerichtet. So ist z. B. das soziale Objekt des Fußballteams, Tore zu schießen bzw. das Spiel zu gewinnen. Das kooperative Zusammenspiel des Teams ist die soziale Handlung. Sie besteht aus sozialen Interaktionen zwischen den Spielpartnern, die dadurch koordiniert sind, erstens ein gemeinsames soziales Objekt zu haben und zweitens durch die Fähigkeit der Interaktionsteilnehmer, die Rolle, welche die anderen für die Erreichung des Zieles spielen, zu antizipieren und entsprechend zu agieren und zu reagieren.

### Talcott Parsons
Nach Talcott Parsons Rollentheorie folgen wir in unserem Verhalten normativen Vorgaben, die sich aus sozialen Strukturen ergeben. Unsicherheit im Verhalten besteht, weil die Interpretation der Verhaltensnormen durch die Interaktionsteilnehmer unterschiedlich sein kann. Dass Interaktion trotzdem funktioniert, erklärt Parsons damit, dass die Teilnehmer durch Sozialisation die gleichen Normen und Werte der Gesellschaft internalisiert haben und daher motiviert sind, so zu handeln, wie sie handeln sollen. Eine solche Auffassung wird unter das normative Paradigma gezählt.
Im Gegensatz zu Parsons Ansatz steht das Interaktionistische Rollenmodell.

## Ausgewählte Aspekte der sozialen Interaktion

### Bedingungen des Gelingens sozialer Interaktion
Soziale Interaktion hängt direkt mit der Kommunikation zusammen. Deswegen gelten für eine erfolgreiche soziale Interaktion dieselben Bedingungen, wie für eine erfolgreiche Kommunikation. Von erfolgreicher Kommunikation und damit erfolgreicher sozialer Interaktion spricht man dann, wenn die Ziele der Interaktion erreicht wurden und die beabsichtigte Wirkung eintritt. Das heißt, dass die Erwartungen der Beteiligten an die Interaktion erfüllt wurden und somit auch deren Bedürfnisse. Als einfaches Beispiel ist das Unterrichtsgeschehen zu betrachten: Ein Schüler stellt eine Frage (sein Bedürfnis / seine Erwartung ist die Antwort) und der Lehrer beantwortet diese. Das Ziel ist dann erreicht, wenn der Schüler es verstanden hat, somit wurden sowohl die Erwartungen des Schülers sowie die des Lehrers erfüllt.
Es ist auch wichtig, eine positive Interaktionsatmosphäre zu ermöglichen, seine Kommunikationsbereitschaft zu signalisieren und die eigenen Zielsetzungen und Erwartungen an die Interaktion zu überprüfen.
Ein weiterer wichtiger Aspekt des Gelingens der Interaktion ist die Gesichtswahrung durch Facework (Erving Goffman).

### Einflüsse aus der Kindesentwicklung während der Kindheit auf Handlungsräume in der Adoleszenz
Das menschliche Individuum nimmt von früher Kindheit an Einfluss auf Situationen, die es andererseits selbst beeinflussen. Es beeinflusst die soziale und physische Umwelt. Der Mensch reagiert also nicht nur passiv, sondern gestaltet seine Umwelt selbst mit. Insofern bildet der Mensch (nach Leo Montada) ein System, in dem Aktivitäten und Veränderungen miteinander verschränkt sind. Die Veränderungen von Details führen zu Veränderungen des Gesamtsystems – und wirken natürlich wieder zurück. Habe man früher gefragt, wie sich das Kind in einer Familie entwickle, frage man heutzutage eher, wie ein Kind auf eine Familie wirke und welche Wirkungen das Kind wiederum beeinflussten. Zum Beispiel würde nicht nur gefragt, wie sich die Scheidung auf das Kind auswirke, sondern auch, was Kinder zur Ehezufriedenheit beitrügen. Nach Montada haben Kagan und Moss die Situation feindseliger Mütter und aggressiver Kinder untersucht: Sie fanden hohe Korrelationen zwischen beiden Faktoren. Traditionell würde man sagen, dass die Feindseligkeit der Mütter die Aggressivität der Kinder beeinflusse; besser sei aber die Frage nach wechselseitiger Beeinflussung bzw. die Frage nach der Feindseligkeit als Erbanlage, die sich bei Müttern in Kritikbereitschaft und bei Kindern in Aggressivität zeige – und sich damit gegenseitig beeinflusse.
Eine produktive Art, wie Jugendliche quasi als Agenten ihrer eigenen Entwicklung auftreten könnten, ist die Wahl anderer Handlungsräume (außerhalb der Familie). Das sei, so die Autoren, besonders in der frühen Adoleszenz von großer Bedeutung, in der es um zukünftige Handlungsräume gehe und um Peergruppen, die unabhängig von den Eltern seien. Diese Wahl externer Handlungsräume stabilisiere auch eine Existenz in einer sich verändernden Welt. Indem der Jugendliche alternative Situationen der Interaktion wählt, wird er zum Produzenten seiner eigenen Entwicklung – und Sozialisation. Die überragende Bedeutung früher sozialer Interaktion für die optimale Entwicklung des Kindes haben René Spitz und Harry Harlow sehr anschaulich deutlich gemacht. Der Mangel oder gar das Fehlen von Interaktion mit Bezugspersonen habe für das Kind verheerende psychische, motorische und intellektuelle Konsequenzen (siehe Hospitalismus).

## Sozialpsychologischer Interaktionsbegriff
In der Sozialpsychologie spricht man von Interaktion bei der über Kommunikation vermittelten gegenseitigen Beeinflussung des Verhaltens oder der Einstellungen von Individuen oder Gruppen. Bei der Interaktion einer Schulklasse z. B. beeinflussen sich Lehrer und Schüler gegenseitig, wobei sie sich an ihren jeweiligen Erwartungen (Rollenvorstellungen, Situationsdefinitionen, Vorerfahrungen) orientieren. Interaktion kann deswegen nur als Verhalten definiert werden, das im Rahmen von situativen Handlungskonzepten beschrieben wird. Die Interaktionsanalyse nach R. F. Bales versucht, das Handlungsgefüge von interagierenden Partnern zu beschreiben und strukturell offenzulegen. Bales hat dafür zwölf Kategorien vorgesehen (z. B. stimmt zu, zeigt Solidarität, macht Vorschläge, fragt nach Meinungen usw.) Mit Hilfe solcher Interaktionsstrukturen können etwa Gruppen charakterisiert (und von anderen unterschieden) werden.
Das Milgram-Experiment zeigt den dramatischen Einfluss auf das Verhalten von Versuchspersonen durch die Interaktion angeblicher Autoritätspersonen.